# Trigonostemon nemoralis
Trigonostemon nemoralis är en törelväxtart som beskrevs av George Henry Kendrick Thwaites. Trigonostemon nemoralis ingår i släktet Trigonostemon och familjen törelväxter. Inga underarter finns listade i Catalogue of Life.